# Реестр памятников (Польша)
Реестр памятников в Польше (пол. Rejestr zabytków) — список охраняемых законом памятников. Одна из четырёх различных форм охраны памятников в Польше наряду с (Памятником истории, Парком культуры и памятником, установленным согласно генеральному плану определённого населённого пункта.
Внесение в реестр памятников на уровне воеводства происходит решением государственного служащего, находящегося в должности Воеводского хранителя памятников, которому подчиняется Воеводское управление охраны памятников, распространяющее свою юрисдикцию в деле охраны памятников на всю территорию определённого воеводства.
Внесение в реестр является административным действием, которое совершает Воеводский хранитель памятников двумя способами:
- рассматривается заявление только двух сторон — владельца объекта либо публичного государственного органа;
- единоличное решение без участия сторон, даже если не было получено согласие этих сторон.

До вступления в юридическую силу решения об охране памятника с помощью сбора информации и документального материала происходит предварительное исследование, которое должно подтвердить культурную ценность объекта. Эта процедура завершает решение Воеводского хранителя памятников и при получении согласия владельца объекта или публичного государственного органа объекту присваивается регистрационный номер с внесением его в реестр памятников воеводства.
Объект может быть вписан в одной из трёх категорий:
- A — памятник недвижимости;
- В — подвижный памятник;
- С — археологический памятник.

Книга реестра состоит из следующих рубрик:
- номер реестра;
- запись в реестр;
- предмет охраны;
- местоположение или пребывание объекта;
- номер кадастровой книги;
- кадастровый номер недвижимости (для объектов недвижимости и археологических памятников);
- владелец или арендатор объекта;
- удаление из реестра;
- примечания.

В реестр могут быть внесены объекты природы, окружающей среды, или их географическое, историческое или традиционное наименование, а также находящиеся в описи музеев или объекты, являющиеся частью национального библиотечного наследия.
Объект может быть удалён из реестра в случае его повреждения, которое лишает его культурной, исторической, научной ценности, или в случае, если при внесении объекта в реестр Воеводским хранителем памятников не была подтверждена ценность этого памятника. Решение об удалении объекта из реестра памятников принимает Генеральный хранитель памятников, действующий от имени министра культуры и национального наследия.
Реестр памятников постоянно обновляется и публикуется Институтом национального наследия, при этом в публикации указаны объекты, внесенные со дня последнего изменения.